# Fleur cueillie...

Fleur cueillie... (parfois appelé Il est mort l'ami Lénine) est un chant révolutionnaire interprété par le chant des peuplades khor, c'est un chant écrit en mémoire du révolutionnaire russe Vladimir Ilitch Lénine.

## Paroles
Fleur cueillie sur la colline

Ton parfum s’envole au vent.

Il est mort l’ami Lénine,

Mais son nom reste vivant,

Ah, quel regret! (bis)

Il est mort l’ami Lénine,

Mais son nom reste vivant.

Tout doucement, ami Lénine,

Tout doucement, tu t’en allas,

Le pays va vers les cimes.

Mais Lénine n’est plus là,

Ah, quel regret! (bis)

Le pays va vers les cimes.

Mais Lénine n’est plus là.

Dans la guerre et la famine,

Il conquit notre bonheur,

Il est mort, l‘ami Lénine,

Mais il vit dans notre cœur.

Ah, quel regret! (bis)

Il est mort, l’ami Lénine,

Mais il vit dans notre cœur. 